# Бараона
Бараона (ісп. Baraona) — муніципалітет в Іспанії, входить у провінцію Сорія у складі автономного співтовариства Кастилія-і-Леон. Муніципалітет розташований у складі району (комарки) Тьєрра-де-Медінаселі. Площа 116,56 км². Населення 198 чоловік (на 2007 рік). 

Бараона на мапі провінції Сорія

| Іспанія | Це незавершена стаття з географії Іспанії. Ви можете допомогти проєкту, виправивши або дописавши її. |